# Zona Cantábrica

Ubicación de la Zona Cantábrica en el contexto geológico de la península ibérica.

La Zona Cantábrica es una de las unidades geológicas en las que se subdivide el Macizo Ibérico. Es una zona externa del orógeno varisco y se encuentra en el núcleo del Arco Ibero-Armoricano. Las estructuras variscas principales son mantos de cabalgamiento y pliegues asociados, característicos de una tectónica de piel fina. Su límite oeste, con la Zona Asturoccidental-Leonesa, está definido por el Cabalgamiento de La Espina, dentro del Antiforme del Narcea, con rocas precámbricas. Los otros límites de la unidad están condicionados por estructuras alpinas, como la costa del mar Cantábrico, la cobertera mesozoico-cenozoica o la cuenca cenozoica del Duero.
Por otra parte, la región está integrada además en la cordillera Cantábrica, estructura alpina responsable de los actuales relieves.

## Divisiones
La Zona Cantábrica está a su vez dividida en diferentes unidades: Unidad de Somiedo-Correcilla, Unidad de Esla-Valsurbio, Unidad de la Sobia-Bodón y Unidad de Arnao, que en conjunto componen la denominada Región de Pliegues y Mantos, Unidad de la Cuenca Carbonífera Central, Unidad del Ponga, Unidad de Picos de Europa y Unidad del Pisuerga-Carrión.

## Estratigrafía

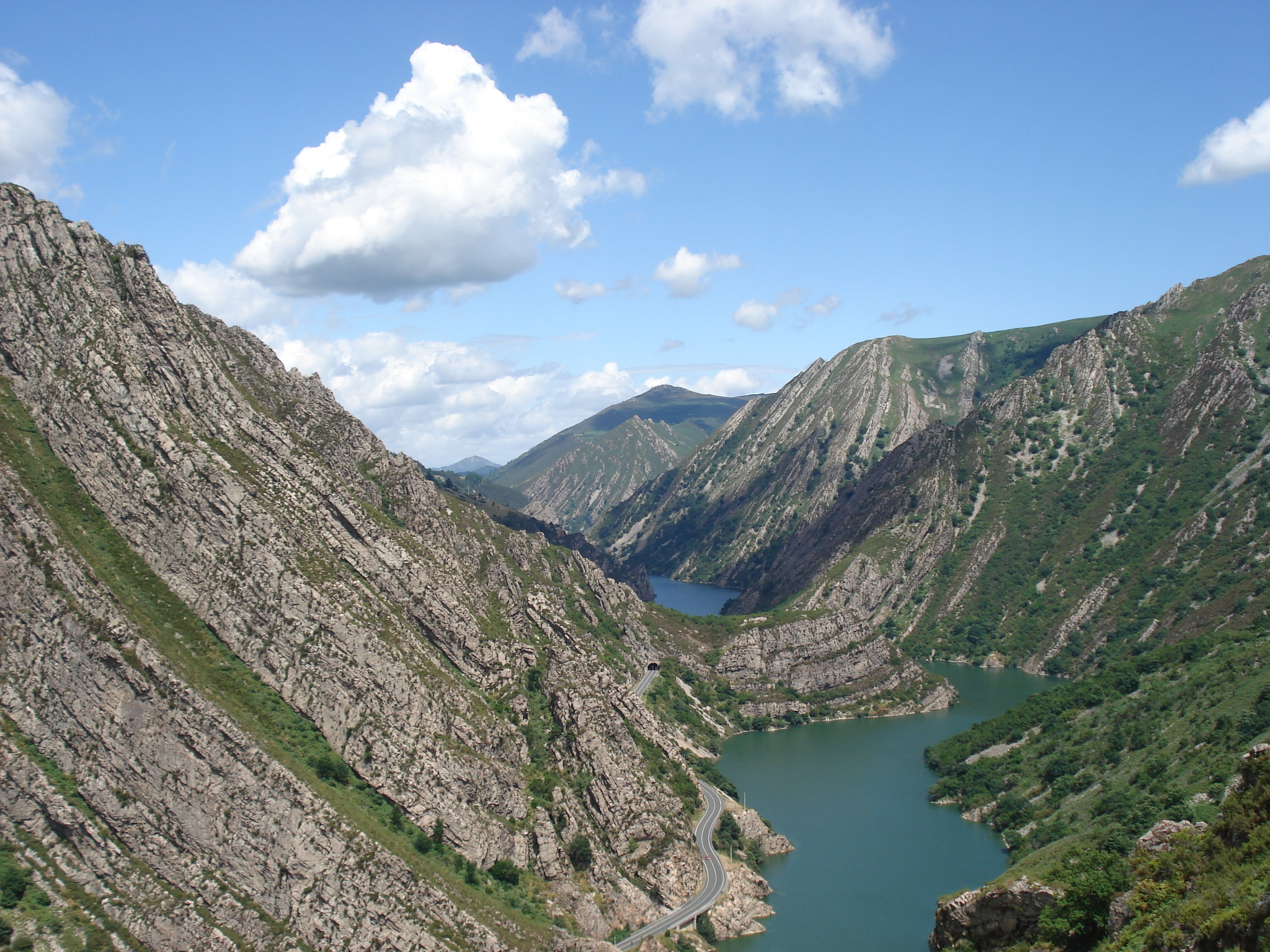
Ejemplo de plegamiento en la Zona Cantábrica (Unidad de Somiedo-Correcilla): sinclinal de La Barca (Asturias), sobre cuarcitas del Ordovícico.

Las rocas que afloran en esta unidad corresponden a sedimentos anteriores y simultáneos a la orogenia varisca. Entre los preorogénicos se encuentran pizarras y cuarcitas neoproterozoicas en el Antiforme del Narcea. Discordantes sobre estas y en facies marinas, están representados todos los periodos geológicos paleozoicos del Cámbrico al Carbonífero, sobre todo al oeste de la zona, con pizarras, cuarcitas y algunas facies carbonáticas. Los depósitos sinorogénicos, del Carbonífero, son principalmente sedimentos clásticos de relleno de las cuencas intramontanas frontales de los cabalgamientos mayores, sedimentos siliciclásticos litorales y marinos con importantes capas de carbón (como en la Unidad de la Cuenca Carbonífera Central) y, finalmente, rocas carbonáticas marinas (como en la Unidad de Picos de Europa). En algunas localidades y discordantes sobre los anteriores hay sedimentos carboníferos de las últimas fases de la orogenia.

## Magmatismo
En esta zona también se manifiesta algún fenómeno magmático, en forma de pequeños plutones y diques asociados a estructuras distensivas del final de la orogenia varisca.